# Datapoint
Datapoint Corporation, originalmente conhecida por Computer Terminal Corporation (CTC), foi uma fabricante estadunidense de computadores sediada em San Antonio, Texas. Fundada em 1967 por Phil Ray e Gus Roche, seus primeiros produtos eram, como o nome inicial da empresa sugere, terminais de computador que então começavam a substituir teletipos conectados a sistemas de tempo compartilhado. Em outubro de 1969, a empresa levantou US$ 4 milhões através de um IPO.
A CTC é creditada por alguns historiadores pela invenção acidental do computador pessoal. Seu produto mais popular, o Datapoint 2200, foi um terminal programável que podia emular vários outros através de programas armazenados em fita magnética. Percebendo a potencialidade do equipamento, alguns usuários começaram a usá-los então como computadores programáveis simples.